# In the Mountain in the Cloud
Albums de Portugal. The Man
American Ghetto
(2010) Evil Friends
(2013)
In the Mountain in the Cloud est le sixième album  de Portugal. The Man. Il a été enregistré sur une période de 8 mois et produit par John Hill, Casey Bates et John Gourley. 
L'album est sorti le 19 juillet 2011 et il marque leur début chez Atlantic Records. Il a été accompagné par les singles "Got It All (This Can't Be Living Now) et "So American".

## Contexte et Enregistrement
In the Mountain in the Cloud marque les débuts de Portugal. The Man dans une grande maison de disque à la suite de l'accord signé avec Atlantic Records en avril 2010, peu de temps après la sortie de leur cinquième album American Ghetto, dont l'enregistrement n'avait pris que 10 jours.
Dès le début le groupe ment à Atlantic Records en affirmant que les chansons pour leur sixième album sont déjà prêtes. Comme leur maison de disque leur donne un temps un peu plus de temps pour enregistrer l'album, ils partent à Seattle pour travailler sur quelques chansons et ne revienne qu'avec une seule. Ils rejoignent ensuite le producteur John Hill dans un studio à El Paso ou ils arrivent à écrire une chanson, « Floating (time isn't Working My Side) ». Le groupe se rend compte alors, que pour la première fois, ils ne sont plus capable de communiquer entre eux, et décident de qu'ils ont besoin d'un peu d'espace pour se retrouver. Hill et John Gourley partent à New York tandis que les autres membres du groupe retournent à Portland. Gourley discute au téléphone avec chacun des membres, pour leur demander ce dont il a besoin, puis chacun enregistrera dans son coin et lui enverra par mail. Hélas la distance compliquera la communication encore plus. Durant l'enregistrement, John Gourley dira à Hill, énervé, qu'il comptait quitter le groupe et retourner vivre en Alaska pour construire des maisons.
Dans une interview à MTV News, Gourley dit que le groupe a « écrit et composé l'album, commencé la pré-production et ensuite tout est parti en vrille ». Le groupe allait en studio, faisait n'importe quoi, quittait le studio pour partir en tournée et recommençait. « All Your Light (Times Like These) » a été écrit à San Diego,  « Head Is a Flame (Cool With It) » à Los Angeles et « Sleep Forever » a été écrit à Seattle où le groupe a travaillé avec un vieil ami, le producteur Casey Bates. Après plusieurs mois à batailler, l'album a fini par prendre forme, et fut terminé en mars 2011 après huit mois.

## Liste des titres
Tous les morceaux sont écrits par John Baldwin Gourley
| No  | Titre                                       | Durée |
| --- | ------------------------------------------- | ----- |
| 1.  | So American                                 | 3:36  |
| 2.  | Floating (Time Isn't Working My Side)       | 3:36  |
| 3.  | Got It All (This Can't Be Living Now)       | 3:46  |
| 4.  | Senseless                                   | 3:26  |
| 5.  | Head is a Flame (Cool with it)              | 3:33  |
| 6.  | You Carried Us (Share with Me the Sun)      | 4:07  |
| 7.  | Everything You See (Kids Count Hallelujahs) | 4:15  |
| 8.  | All Your Light (Times Lkie These)           | 4:26  |
| 9.  | Once Was One                                | 4:22  |
| 10. | Share with Me the Sun                       | 2:44  |
| 11. | Sleep Forever                               | 6:19  |

## Interprètes

### Portugal. The Man
- John Baldwin Gourley - chant, guitare, synthétiseur
- Zachary Scott Carothers - basse, chants additionnels, percussions
- Ryan Neighbors - synthétiseur, farfisa, chants additionnels
- Jason Sechrist - batterie

### Musiciens additionnels
- Phil Petersen – cordes, instruments à vent
- Steven Nister – percussions
- Sonny DiPerri – percussions

### Personnel technique
- John Hill – production
- John Gourley – co-production, design, photographie
- Casey Bates – co-production, ingénieur du son
- Andy Wallace – mixage
- Paul Suarez – digital editing
- John Morrical – Ingénieur du son, édition
- Michael Freyer – ingénieur du son
- Alex Leader – ingénieur du son
- Shaun Cornell – ingénieur du son
- Ben Hasdovic – ingénieur du son
- Sonny DiPerri – ingénieur du son, engineering assistant
- Manuel Calderon – engineering assistant
- Greg Calbi – mastering
- Austin Sellers – design
- Zach Carothers – photographie